# Macrorileya
Macrorileya is een geslacht van vliesvleugeligen uit de familie Eurytomidae. De wetenschappelijke naam van dit geslacht is voor het eerst geldig gepubliceerd in 1900 door Ashmead.

## Soorten
Het geslacht Macrorileya omvat de volgende soorten:
- Macrorileya antanimorae Risbec, 1952
- Macrorileya femorata (Boucek, 1952)
- Macrorileya inopinata (Silvestri, 1920)
- Macrorileya oecanthi (Ashmead, 1894)
- Macrorileya podagrica (Erdös, 1957)